# Boreus hyemalis
Espèce
Synonymes
- Panorpa hyemalis Linnaeus, 1767[1]

Boreus hyemalis, la « puce des neiges », est une espèce d'insectes de l'ordre des mécoptères, de la famille des Boreidae. L'appellation « puce des neiges » est aussi associée à d'autres espèces d'arthropodes, des collemboles comme Hypogastrura harveyi et Hypogastrura nivicola. L'espèce peuple le Paléarctique occidental, et plus précisément l'Europe.

## Description

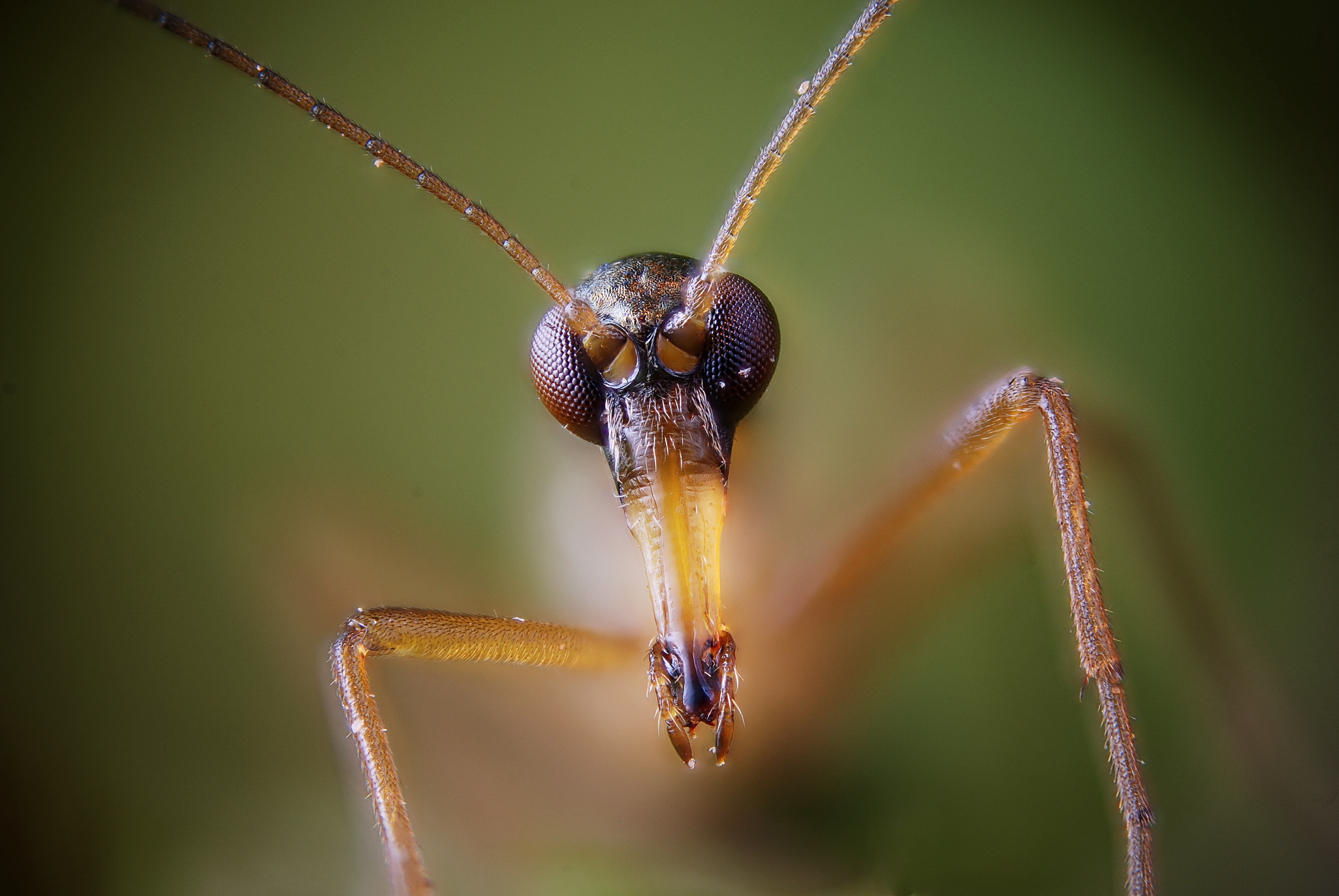
Boreus hyemalis - tête du mâle

Boreus hyemalis, petit mécoptère d'environ 3 mm de long, n'a rien d'une puce, ce nom lui vient de ses possibilités de sautiller sur la neige, étant incapable de voler car ses ailes sont très réduites. Habituellement, il vit dans des mousses d'octobre à avril où a lieu la reproduction et où vivent les larves. Le mâle n'a pas l'extrémité de l'abdomen recourbé comme celui des mouches scorpions.

## Cycle de vie

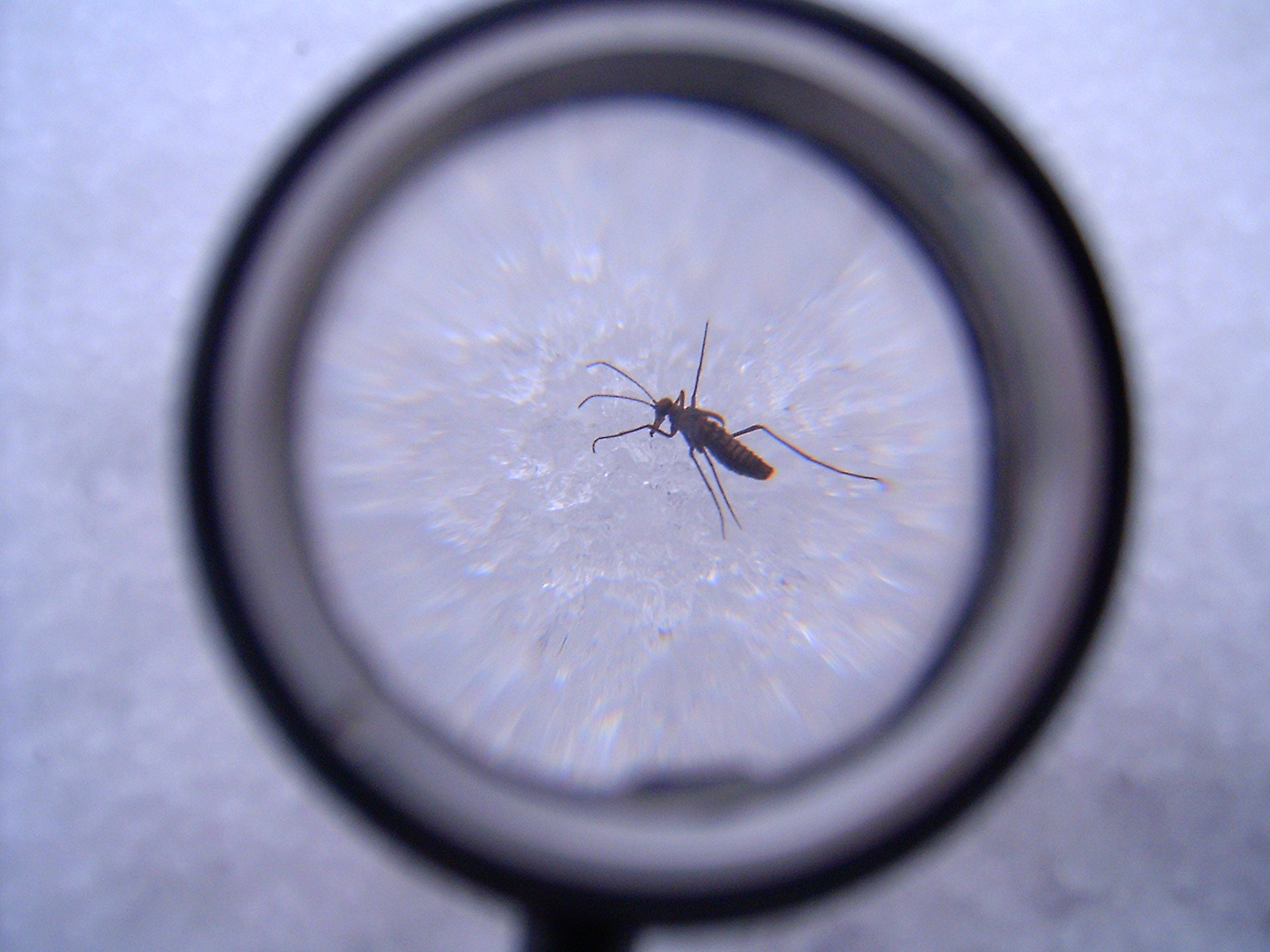
Boreus hiemalis dans la neige (mâle).

Après l'accouplement, la femelle pond ses œufs dans la mousse, grâce à son ovipositeur. 2 à 3 semaines plus tard, les larves éclosent et commencent à se nourrir des rhizoïdes des mousses (sortes de petites racines) pendant deux ans. Après cette période, la nymphose a lieu à la fin de l’été et l’imago émerge de sa pupe en octobre. Celui-ci se reconnait facilement à sa couleur jaune clair. Il se nourrit de matière en décomposition : déchets organiques, litière et mousse.
L’espèce est plus active en hiver, entre octobre à mars. Il faut la chercher par beau temps et températures légèrement positives. Attention, l’espèce est la plupart du temps immobile, parfois caché dans la végétation. Il faut donc être méticuleux et patient dans la recherche. Certaines observations ont été réalisées en tamisant les mousses de Mnium hornum.

## Habitat

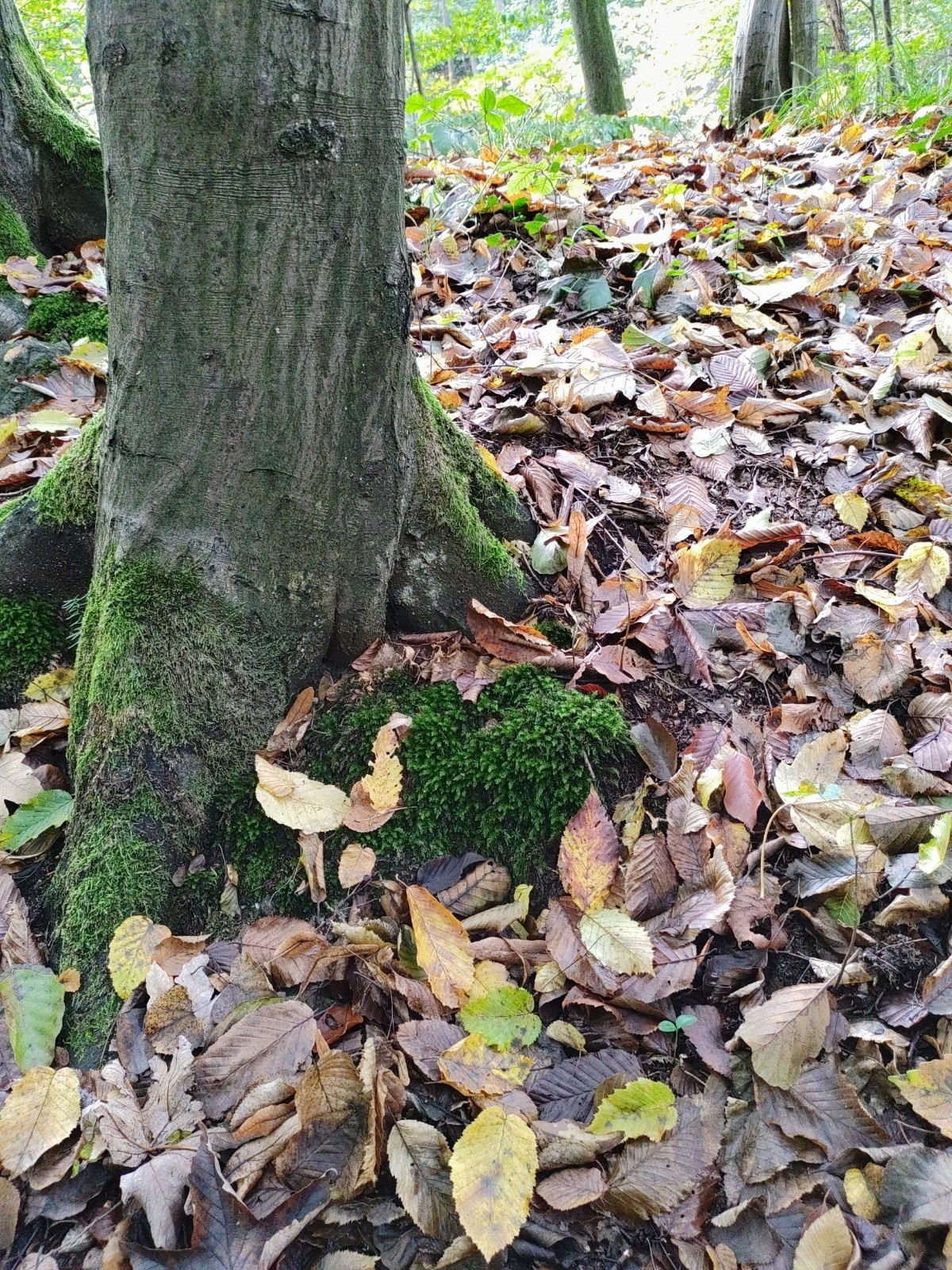
Mnium hornum au pied d'un Hêtre

L’espèce vit sur les tapis de mousse, notamment Mnium hornum, se développant au sein de hêtraies, sur des sites à sous-sol sableux et à climat continental. En Bourgogne-Franche-Comté, les observations récentes rapportées font mention de petits tapis de mousse isolés et affleurants (au-dessus de la neige s’il y en a), de 30 à 50 cm de diamètre environ, plutôt que sur de vastes tapis.